# Estação La Pau

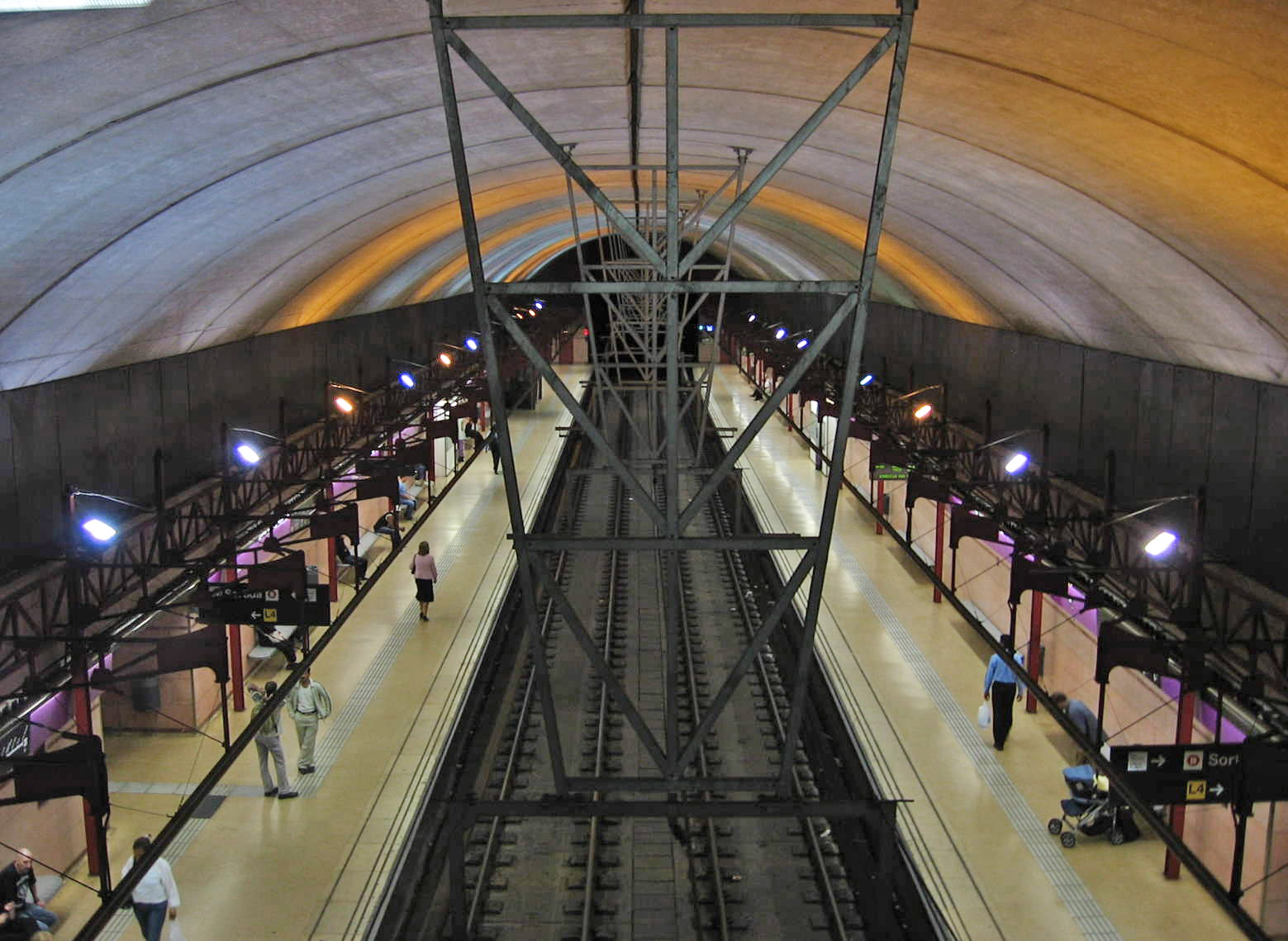
Estação La Pau em 2005.

La Pau é uma estação das linhas Linha 2 e Linha 4 do Metro de Barcelona.

## História
A estação La Pau foi inaugurada em 15 de outubro de 1982, como terminal para a extensão da então Linha IV (atual L4) de Selva de Mar. A cerimônia de inauguração foi presidida pelo Presidente da Generalitat da Catalunha, Jordi Pujol, o o prefeito de Barcelona, Narcís Serra e o presidente do TMB, Mercè Sala.
Em 22 de abril de 1985, foi inaugurada a extensão da linha 4 de La Pau a Pep Ventura, em Badalona, embora o Plano do Metrô, elaborado pela Generalitat da Catalunha em 1984, previsse que este novo trecho fosse anexado à Linha 2 quando entrou em serviço. A L2 foi inaugurada uma década depois, em 1995, e levou mais dois anos para chegar ao terminal de La Pau em 20 de setembro de 1997.
Somente em 2002 entrou em vigor a transferência do trecho La Pau-Pep Ventura da linha 4 para a linha 2. Para fazer a mudança, a estação La Pau teve que ser fechada temporariamente, realizando também obras de adaptação para as pessoas com mobilidade reduzida, com instalação de elevadores. A reabertura ocorreu em 1º de outubro de 2002, com a assistência do Ministro Regional da Política Territorial e Obras Públicas, Felip Puig, do Prefeito de Barcelona, Joan Clos e do prefeito de Badalona, Maite Arqué.
Em 2001, a Autoridade de Transporte Metropolitano apresentou o Plano Diretor de Infraestrutura 2001-2010, projeto que prevê a extensão da linha 4 de La Pau a La Sagrera. As obras, atualmente em andamento, têm término previsto para 2016.

## Acesso à estação
localizada no bairro La Verneda e La Paz, próximo ao Grupo de Habitação La Paz, no bairro San Martín de Barcelona. A estação está localizada s.
- Rambla Guipúscoa / Ca n'Oliva  L2 e L4